# Spider Robinson

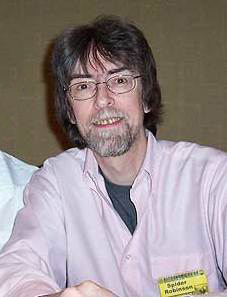
Spider Robinson beim NecronomiCon 2004

Spider Robinson (* 24. November 1948 in New York City) ist ein kanadischer Science-Fiction-Autor US-amerikanischer Abstammung.

## Leben
Robinson wurde in der Bronx geboren, besuchte katholische Schulen und studierte Englisch an der Stony Brook University. Der Name Spider lässt sich sowohl aus seiner jugendlichen Schmächtigkeit als auch aus seiner Bewunderung für den Musiker Spider John Koerner (Minneapolis) erklären. Sein tatsächlicher Vorname ist Gegenstand von Spekulationen. Robinson lebt seit 30 Jahren in Kanada (zwischen 1976 und 1990 in Neuschottland und seitdem in British Columbia) und hat für seine Werke in den 70er und 80er Jahren die begehrten Hugo- und Nebula-Preise gewonnen. Mitte bis Ende der 1970er Jahre arbeitete er zudem als Buchkritiker für das Galaxy Science Fiction Magazine und steuerte später Rezensionen zur Sammelbandserie Destinies bei. Von 1996 bis 1997 war er Kolumnist der technischen Redaktion der kanadischen Tageszeitung The Globe and Mail. 2002 wurde er Kanadier und gab die US-Staatsbürgerschaft auf.
Robinsons Erzählungen könnte man als humanistisch und humoristisch beschreiben. Er regt häufig eine positive Einstellung zur Welt an und behauptet, dass eine pessimistische Weltsicht zu pessimistischen Ergebnissen führt. Häufig konzentrieren sich die Konflikte um ein Science-Fiction-Thema, werden jedoch menschlich (im Sinne von von Menschen ebenso wie mit menschlicher Einstellung) gelöst. Dabei folgen sie Theodore Sturgeons Definition einer guten Science-Fiction-Geschichte.
Robinsons Ehefrau seit 1975 und gelegentliche Co-Autorin Jeanne verstarb am 30. Mai 2010 im Alter von 62 Jahren an Gallenkrebs. Seit ihrem Tod und dem der gemeinsamen Tochter im Jahr 2012 hat Robinson keine Bücher mehr veröffentlicht, da er „keine SF-Ideen mehr bekäme“. Er schreibt seitdem an seiner Autobiographie.

## Trivia
- Robinson ist ein Bewunderer des Mystery-Autors John D. MacDonald. Lady Sally McGee aus der Callahan-Reihe ist offenbar nach Travis McGee benannt. Der Hauptcharakter aus Lady Slings The Booze bezieht sich oft auf ihn als Vorbild. In Callahan’s Key machen die Stammkunden von Callahan’s Place einen Ausflug zum Yachthafen bei Fort Lauderdale, wo die Busted Flush in der McGee-Reihe gewöhnlich ankerte. Vergleichbar wichtig für Robinson ist der Autor Donald E. Westlake.
- Der Titel des Romans The Free Lunch bezieht sich auf das TANSTAAFL-Konzept, das Robert A. Heinlein in dem Roman Revolte auf Luna von 1966 populär gemacht hat.
- Robinson selbst dementiert das Internet-Gerücht, sein ursprünglicher Vorname sei Paul; womit dieser weiterhin ein Geheimnis bleibt:

„I don’t know how that "Paul" rumour got started, but I’ve been correcting it for thirty years, and nobody seems to pay the slightest bit of attention to me. Maybe I’ll give up and LET them mistake me for someone else, since they’re so determined. If there is a Paul, maybe I can get him to pay my taxes for me. Or better yet, write the damn books…“

„Ich habe keine Ahnung, wie dieses "Paul"-Gerücht entstanden ist. Ich habe 30 Jahre lang versucht dies zu korrigieren, aber scheinbar ignoriert jeder meine Einwände. Inzwischen habe ich es aufgegeben und LASSE sie mich für jemand anderen halten, wenn sie schon so entschlossen sind. Wenn da draußen ein Paul existiert, kann er ja gerne meine Steuern zahlen, oder noch besser soll er die verdammten Bücher schreiben…“

## Auszeichnungen
Robinson wurde sowohl für sein Lebenswerk als auch für Einzelwerke vielfach ausgezeichnet und noch häufiger nominiert. Außerdem war er häufig Ehrengast diverser Science-Fiction-Conventions.
- 1974: John W. Campbell Best New Writer Award
- 1977: Hugo Award für den Kurzroman By Any Other Name (später zu  Telempath erweitert)
- 1977: Locus Award als bester Kritiker
- 1978: Hugo Award, Nebula Award und Locus Award für den Kurzroman Stardance (zusammen mit Jeanne Robinson)
- 1978: Skylark Award
- 1978: Pat Terry Award für humoristische SF
- 1979: Analog Readers Poll für die Serie Stardance II
- 1983: Hugo Award für die Kurzgeschichte Melancholy Elephants
- 1983: Analog Readers Poll für die Kurzgeschichte Melancholy Elephants
- 2008: Robert A. Heinlein Award (zusammen mit Ben Bova)
- 2014: Canadian Science Fiction and Fantasy Hall of Fame
- 2015: Forry Award für das Lebenswerk

## Bibliografie
Die Serien sind nach dem Erscheinungsjahr des ersten Teils geordnet.
Sind bei den Originalausgaben zwei Erscheinungsjahre angegeben, so ist das erste das des Erstdrucks und das zweite das der Erstausgabe (als Buch).
Callahan
- 1 Callahan’s Crosstime Saloon (1977, Sammlung)
- 2 Time Travelers Strictly Cash (1981, Sammlung)
- 3 Callahan’s Secret (1986, Sammlung)
  - 4 Callahan’s Lady (1989, Spinoff über das Bordell „Lady Sally's“)
  - 5 Lady Slings the Booze (1991, 2. Spinoff über das Bordell „Lady Sally's“, zuvor auszugsweise als Novella veröffentlicht unter dem Titel Kill the Editor)
- 6 The Callahan Touch (1993)
- 7 Off the Wall at Callahan’s (1994, Sonderband aus Zitaten aus den Kurzgeschichten)
- 8 Callahan’s Legacy (1996)
- 9 Callahan’s Key (2000)
- 10 Callahan’s Con (2003)
- Callahan and Company: The Compleat Chronicles of the Crosstime Saloon (1987, Sammelband aller Kurzgeschichten bis 1985, auch als Callahan’s Crazy Crosstime Bar, 1989, und als The Callahan Chronicals, 1997)

Deutsche Sammlungen:
- Die Zeitreisenden in Callahans Saloon. Mit einem Vorwort von Ben Bova. Übersetzt von Hilde Linnert. Heyne-Science-fiction & Fantasy #4321, 1986, ISBN 3-453-31315-1.
- Für Zeitreisende nur gegen bar : Ein weiterer Abend in Callahans Saloon. Übersetzt von Hilde Linnert. Heyne-Science-fiction & Fantasy #4322, 1986, ISBN 3-453-31316-X.

Einzelne Callahan-Kurzgeschichten:
- The Guy with the Eyes (1973)
- The Time-Traveler (1974)
- The Law of Conservation of Pain (1974)
- Two Heads Are Better Than One (1975)
- Unnatural Causes or the Guy We Couldn’t Help (1975)
- “A Voice Is Heard in Ramah …” (1975)
- Just Dessert (1977)
- The Centipede’s Dilemma (1977)
- The Wonderful Conspiracy (1977)
- Dog Day Evening (1977)
- Mirror/rorriM Off the Wall (1977)
- Fivesight (1979)
- Have You Heard the One … ? (1980)
- Pyotr’s Story (1981)
  - Deutsch: Pjotrs Geschichte. In: Hans Joachim Alpers (Hrsg.): Analog 4. Moewig (Moewig Science Fiction #3583), 1982, ISBN 3-8118-3583-1.
- Involuntary Man’s Laughter (1983)
- The Blacksmith’s Tale (1985)
- The Mick of Time (1986)
- The Paranoid (Auszug aus Callahan’s Lady, 1988)
- The Immediate Family (1993)
- The End of the Painbow (1993)
- Too Hot to Hoot (Auszug aus Callahan’s Legacy, 2006)

Mindkiller
- God Is an Iron (1979, Kurzgeschichte)
- 1 Mindkiller (1982)
- 2 Time Pressure (1987)
- Deathkiller (1996, Sammelausgabe von 1 und 2)
- 3 Lifehouse (1997)
- The Lifehouse Trilogy (2007, Sammelausgabe von 1 bis 3)

Stardance (mit Jeanne Robinson)
- 1 Stardance (1979)
  - Deutsch: Sternentanz. Übersetzt von Irene Holicki. Heyne-Science-fiction & Fantasy #4082, 1984, ISBN 3-453-31045-4.
- 2 Starseed (1991)
- 3 Starmind (1994, 1995)
- Stardance (1977, Kurzgeschichte)
- Stardance II (1978)
- The Star Dancers (1997, Sammelausgabe von 1 und 2)
- The Stardance Trilogy (2006, Sammelausgabe von 1 bis 3)

Very
- 1 Very Bad Deaths (2004)
- 2 Very Hard Choices (2008)

Romane
- Telempath (1976)
  - Deutsch: Die Telepathen gekürzt, übersetzt von Jürgen Saupe. Hrsg. von Herbert W. Franke. Goldmann-Taschenbuch #23323, 1979, ISBN 3-442-23323-2.
- Armageddon 2419 A.D. (1978, Buck-Rogers-Roman, mit Philip Francis Nowlan, Robinson nicht als Autor genannt)
- Night of Power (1985)
  - Deutsch: Nacht der Gewalt. Übersetzt von Rosemarie Hundertmarck. Heyne-Science-fiction & Fantasy #4859, 1992, ISBN 3-453-05382-6.
- Tales from the Planet Earth (1986, zusammen mit 18 anderen Autoren)
- The Free Lunch (2001)
- Variable Star (2006, mit Robert A. Heinlein)

Sammlungen
- Antinomy (1980)
- Melancholy Elephants (1984)
- True Minds (1990)
- User Friendly (1998)
- By Any Other Name (2001)
- God Is an Iron and Other Stories (2002)
- Anthology Series
- Tesseracts: Canadian Science Fiction

Kurzgeschichten
- The Dreaming Dervish (1974)
- When No Man Pursueth (1974)
- Nobody Likes to Be Lonely (1975)
- Overdose (1975)
- Ambiguous Oracle (1976, als B. D. Wyatt)
- Want Ad (1976, als B. D. Wyatt)
- It’s a Sunny Day (1976)
- Half an Oaf (1976)
- By Any Other Name (1976)
  - Deutsch: Nur nicht beim wirklichen Namen. In: Wolfgang Jeschke (Hrsg.): Der Tod des Dr. Island. Heyne (Heyne Science Fiction & Fantasy #3674), 1979, ISBN 3-453-30593-0.
- Live on Tape (1977)
- No Renewal (1977)
  - Deutsch: Frist abgelaufen. In: Walter Spiegl (Hrsg.): Science-Fiction-Stories 80. Ullstein (Ullstein Science Fiction & Fantasy #31010), 1980, ISBN 3-548-31010-9.
- Tin Ear (1977)
- The Magnificent Conspiracy (1977)
  - Deutsch: Die großartige Verschwörung. In: Roy Torgeson (Hrsg.): Das Ungeheuer vom Sumpf. Moewig (Playboy Science Fiction #6729), 1982, ISBN 3-8118-6729-6.
- Apogee (1978)
- Too Soon We Grow Old (1978)
- Antinomy (1978)
- Local Champ (1979)
  - Deutsch: Der Lokalsieger. In: Roy Torgeson (Hrsg.): Am Vorabend des St. Poleander-Tages. Moewig (Playboy Science Fiction #6716), 1981, ISBN 3-8118-6716-4.
- Satan’s Children (1979)
  - Deutsch: Satans Kinder. In: George R. R. Martin (Hrsg.): Science Fiction Preisträger 2. Moewig (Playboy Science Fiction #6745), 1985, ISBN 3-8118-6745-8.
- Soul Search (1979)
- A Standing Joke (1980)
- Rhythms and ’Rithms (1980)
- The Shamin’ of the Shaman (1980)
- The Snoopy Scientist (1980)
- Three-Time Winner (1980)
- Tidbit (1980)
- Serpents’ Teeth (1981)
  - Deutsch: Schlangenzähne. In: Terry Carr (Hrsg.): Die schönsten Science Fiction Stories des Jahres: Band 2. Heyne (Heyne Science Fiction & Fantasy #4047), 1984, ISBN 3-453-30990-1.
- Chronic Offender (1981)
- Rubber Soul (1982)
- Melancholy Elephants (1982)
- Not Fade Away (1982)
  - Deutsch: Nicht umsonst. In: Friedel Wahren (Hrsg.): Isaac Asimovs Science Fiction Magazin 20. Folge. Heyne (Heyne Science Fiction & Fantasy #4034), 1983, ISBN 3-453-30975-8.
- The Missing Verse (1982)
- High Infidelity (1984)
- In the Olden Days (1984)
- True Minds (1984)
- Common Sense (1985)
- Father Paradox (1985)
- User Friendly (1986)
- The Gifts of the Magistrate (1986)
- Revolver (1988)
- Copyright Violation (1988)
- His Own Petard (1993)
- “—and Subsequent Construction” (1995)
- Orphans of Eden (1996)
- Distraction (1998)
- You Don’t Know My Heart (2003)
- A Hell of a Deal: Apogee (2012)

Anthologien (als Herausgeber)
- The Best of All Possible Worlds (1980)
- Tesseracts Twenty: Compostela (2017, mit James Alan Gardner)

Sachliteratur und Sonstiges
- Belabouring The Obvious (2000, Audio-CD mit vier Songs, komponiert und gesungen von Robinson; dazwischen Auszüge aus dem Roman Callahan’s Key)
- The Crazy Years: Reflections of a Science Fiction Original (2004)